# دوروثي وول
دوروثي وول (بالإنجليزية: Dorothy Wall)‏ هي كاتبة للأطفال وكاتِبة ورسامة توضيحية أسترالية ونيوزيلندية، ولدت في 12 يناير 1894 في ويلينغتون في نيوزيلندا، وتوفيت في 21 يناير 1942 في Cremorne, New South Wales ‏ في أستراليا بسبب ذات الرئة.

## وصلات خارجية
- دوروثي وول على موقع IMDb (الإنجليزية)